# جيمس إل. دتشر
جيمس إل. دتشر (بالإنجليزية: James L. Dutcher)‏ هو مدير فني أمريكي، ولد في 10 مايو 1918 في نبراسكا في الولايات المتحدة، وتوفي في 14 ديسمبر 1992 في بيلينغز في الولايات المتحدة.